# Rondelle fendue
Une rondelle fendue est une rondelle qui est fendue pour permettre montage / démontage rapide.
Il n'est plus nécessaire d'enlever l'écrou.
Il faut veiller à ce que le trou, dans la pièce à démonter, soit suffisamment grand pour laisser passer l'écrou.
Il existe deux types de rondelle fendue :
- la rondelle fendue amovible,
- la rondelle fendue pivotante.